# Chelibranchus canaliculatus
Chelibranchus canaliculatus är en kräftdjursart som beskrevs av Boris Vladimirovich Mezhov 1986. Chelibranchus canaliculatus ingår i släktet Chelibranchus och familjen Desmosomatidae. Inga underarter finns listade i Catalogue of Life.